# 科鲁瓦 (马恩省)
科鲁瓦（法語：Corroy，法語發音：[kɔʁwa]）是法国马恩省的一个市镇，属于埃佩尔奈区。

## 地理
科鲁瓦（48°42'10"N, 3°56'28"E）面积19.97 平方千米，位于法国大東部大區马恩省，该省份为法国东北部内陆省份，北起阿登省，西北接埃纳省，西南接塞纳-马恩省，南至奥布省，东南接上马恩省，东临默兹省。
与科鲁瓦接壤的市镇（或旧市镇、城区）包括：费尔尚普努瓦斯、昂格吕泽勒和库尔塞勒、科南特尔、厄维、福-弗雷奈、古尔冈松、奥涅。

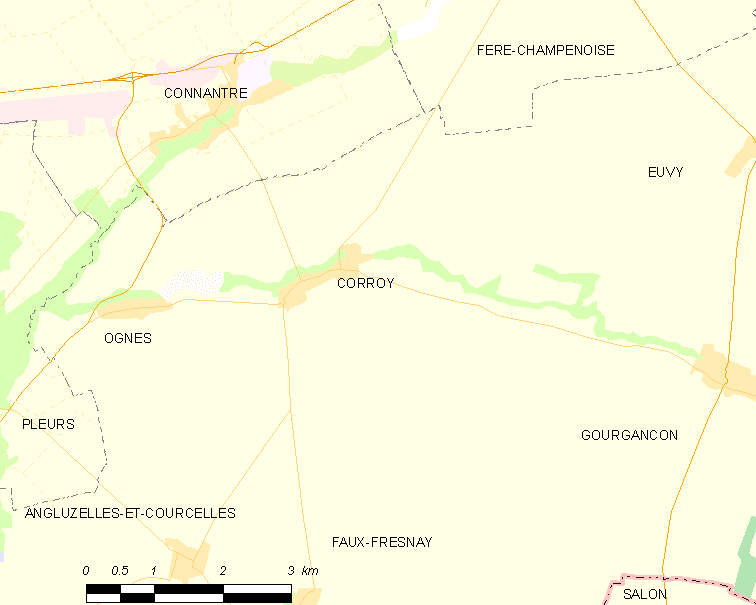
的OSM定位图

科鲁瓦的时区为UTC+01:00、UTC+02:00（夏令时）。

## 行政
科鲁瓦的邮政编码为51230，INSEE市镇编码为51176。

## 政治
科鲁瓦所属的省级选区为韦尔蒂-香槟平原县。

## 人口

1962-2008年间人口变化图示

科鲁瓦于2022年1月1日时的人口数量为149人。